# 무사 아쿠미나타

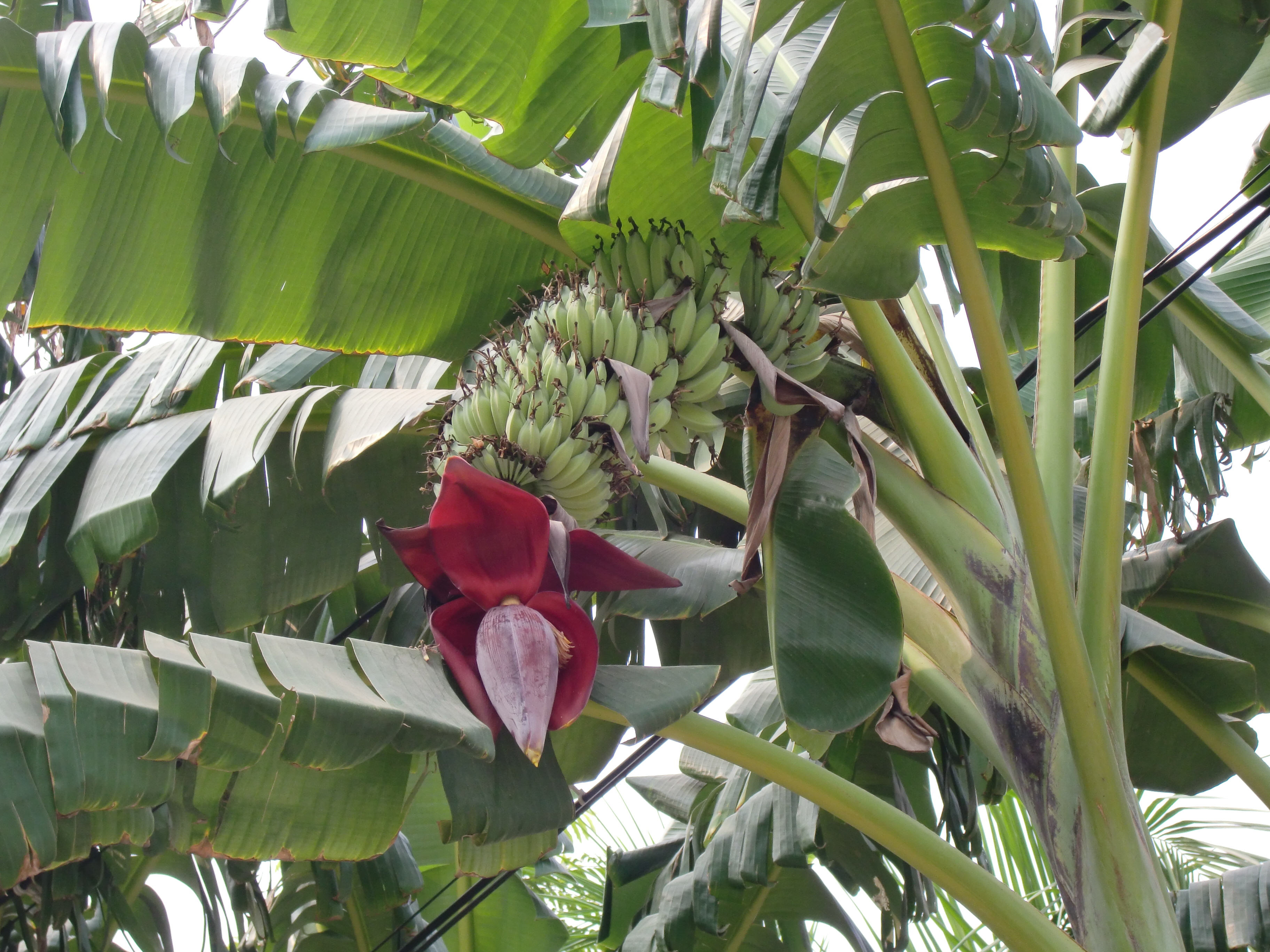

무사 아쿠미나타(Musa acuminata)는 남부 아시아가 원산지인 바나나 종으로, 그 범위는 인도 아대륙과 동남아시아를 포함한다. 현대의 식용 디저트 바나나의 대부분은 이 종에서 유래했지만 일부는 무사 발비시아나(Musa balbisiana)와 교배종이다. 대략 기원전 8000년 경에 인간에 의해 처음 재배되었으며, 재배된 식물의 초기 사례 중 하나이다.

## 아종
- Musa acuminata subsp. burmannica Simmonds
- Musa acuminata subsp. errans Argent
- Musa acuminata subsp. malaccensis (Ridley) Simmonds
- Musa acuminata subsp. microcarpa (Beccari) Simmonds
- Musa acuminata subsp. siamea Simmonds
- Musa acuminata subsp. truncata (Ridley) Kiew
- Musa acuminata subsp. zebrina (Van Houtte) R. E. Nasution

## 분포
무사 아쿠미나타는 생물지리학적으로 말레시아와 인도차이나 본토 대부분이 원산지이다.

## 같이 보기
- 그로 미셸
- 농업의 역사